# Onthophagus antillarum
Onthophagus antillarum là một loài bọ cánh cứng trong họ Bọ hung (Scarabaeidae).